# La Bastida de Bosinhac
La Bastida de Bosinhac (francès La Bastide-de-Bousignac) és un municipi francès situat al departament de l'Arieja i a la regió d'Occitània.